# غدة خارجية الإفراز
الغدد خارجية الإفراز أو غدة ذات قناة هي غدد تقوم بإفراز منتجاتها إلى قنوات ظهارية بعكس الغدد الصماء التي تفرز منتجاتها مباشرة إلى مجرى الدم. من الأمثلة على الغدد خارجية الإفراز نذكر الغدد العرقية، الغدد اللعابية، الغدد الثدية، الغدد الصملاخية، الغدد الدمعية، الغدد الدهنية، الغدد المخاطية والبروستات. أما الكبد والبنكرياس فهي غدد مختلطة الإفراز، حيث أن لها قنوات تفرز عبرها مواد -عصارة الصفراء والعصارة البنكرياسية- إلى مجرى الهضم، بالإضافة لإفرازها مواد أخرى إلى مجرى الدم عبر شعيرات دموية خاصة تمر عبرها.

## التصنيف

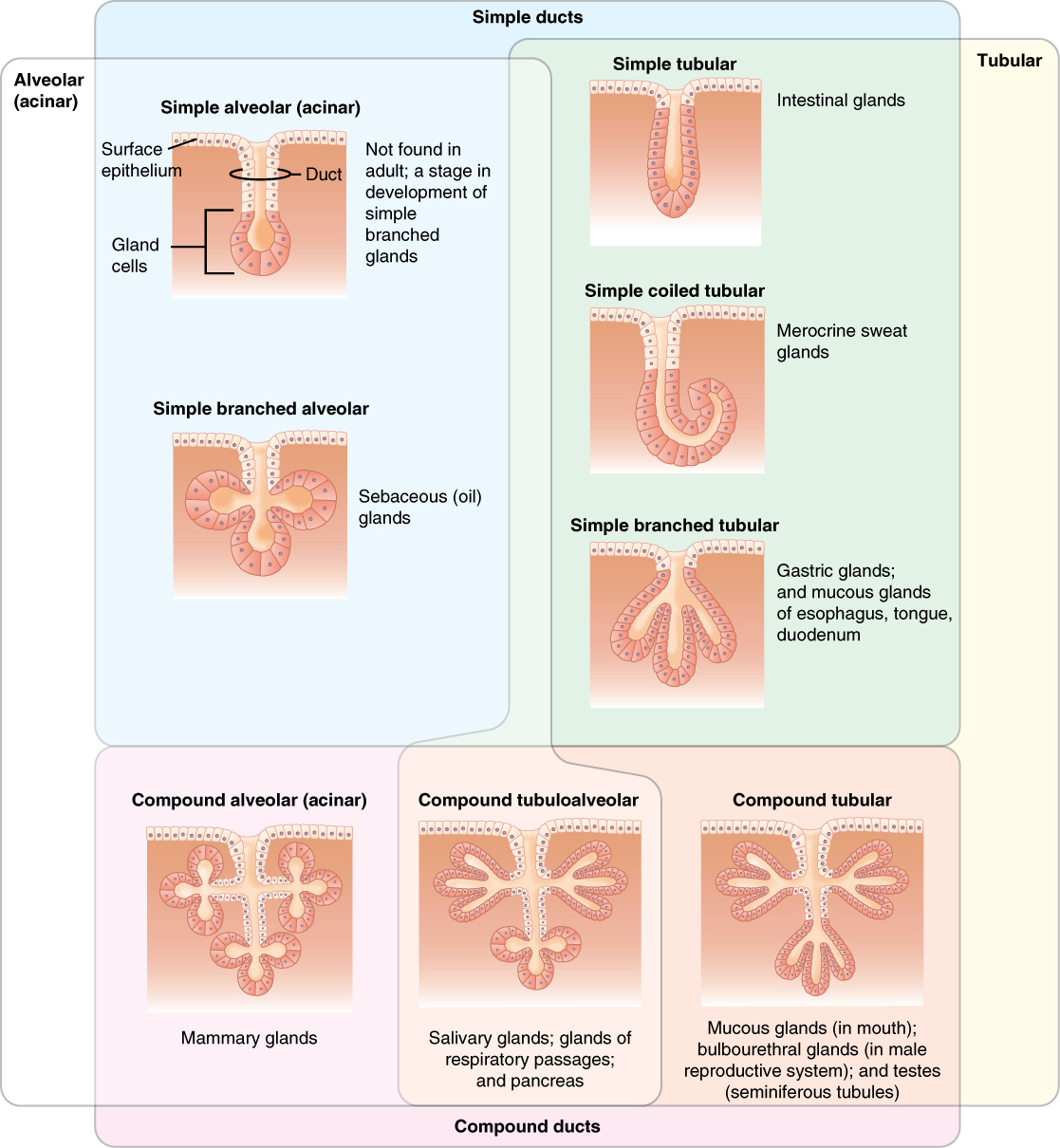
الأنماط البنيوية للغدد خارجية الإفراز

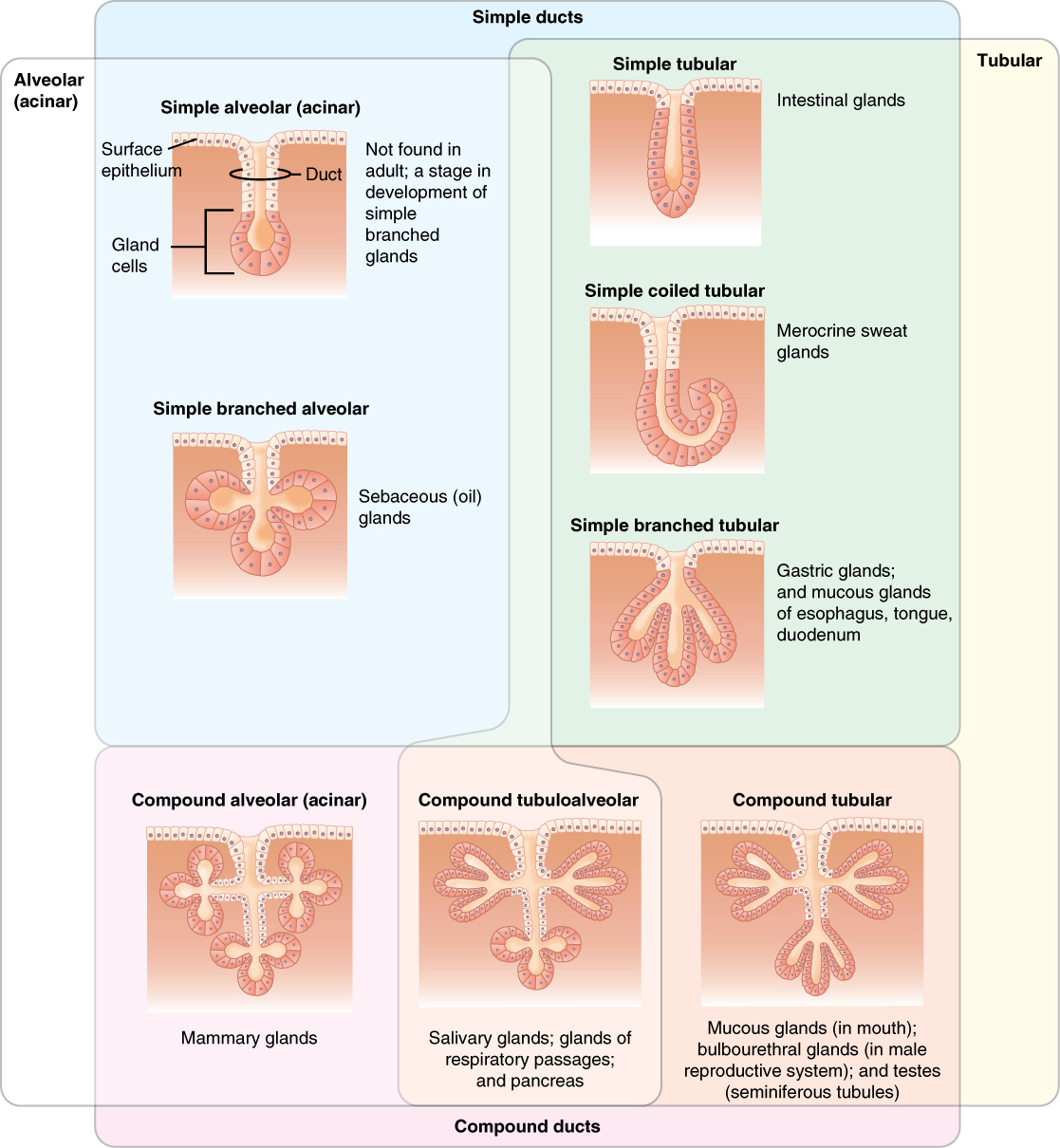
الأنماط البنيوية للغدد خارجية الإفراز

### من حيث البنية
تمتلك الغدد خارجية الإفراز قسم غدي و آخر قنوّي، الإختلاف في بنية هذين القسمين تمكننا من تصنيف الغدد.

#### القسم القنوّي
- قد يكون هذا القسم متشعباً (مركباً) أو
- تكون القناة غير متشعبة (بسيطة)

#### القسم الغدي
- قد يكون هذا القسم أنبوبي أو سنخي.
- من الممكن أن يكون وسطيا بين الإثنين فتكون الغدة أنبوبية-سنخية.
- قد يكون القسم الغدي متشعباً أيضاً.

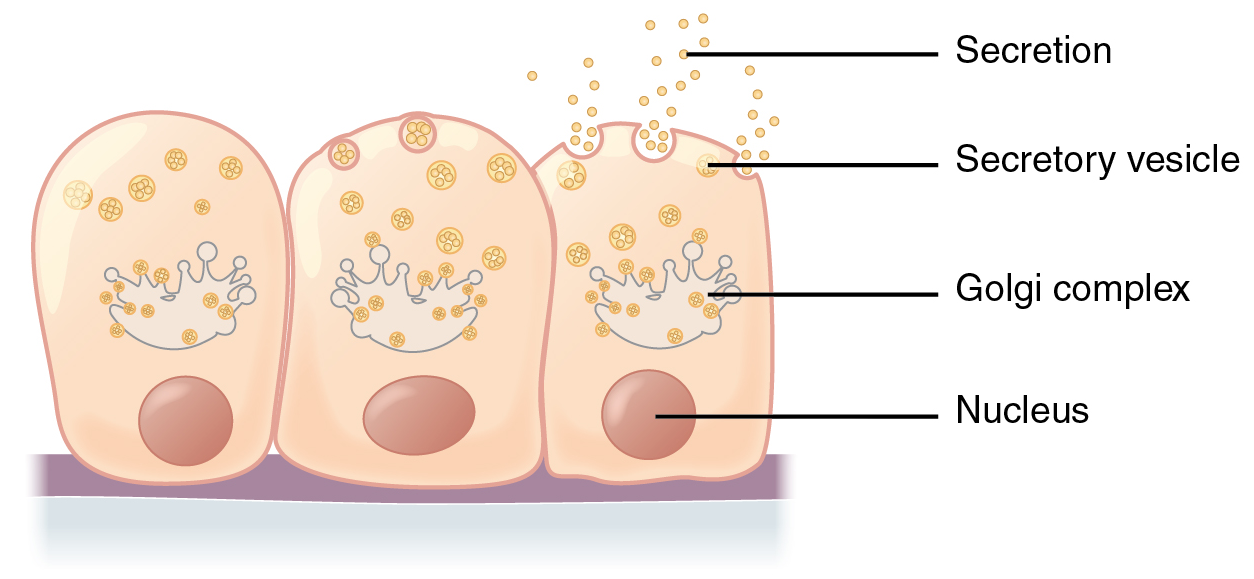
خلايا الغدة الفارزة

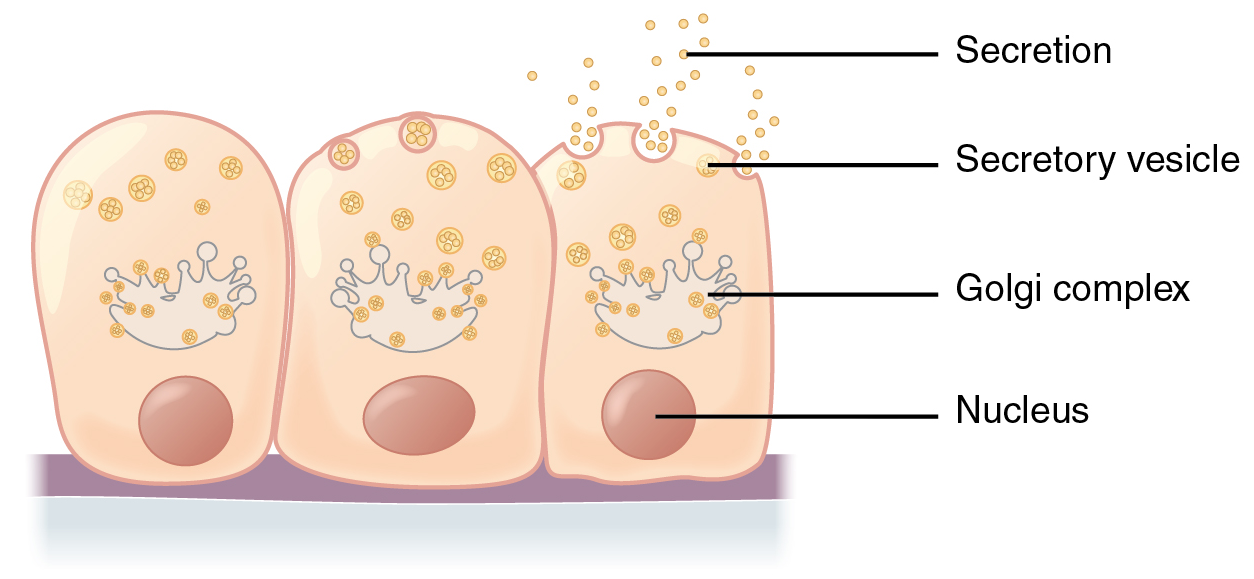
خلايا الغدة الفارزة

### من حيث طريقة الإفراز
حيث يمكن للغدد أن تكون:

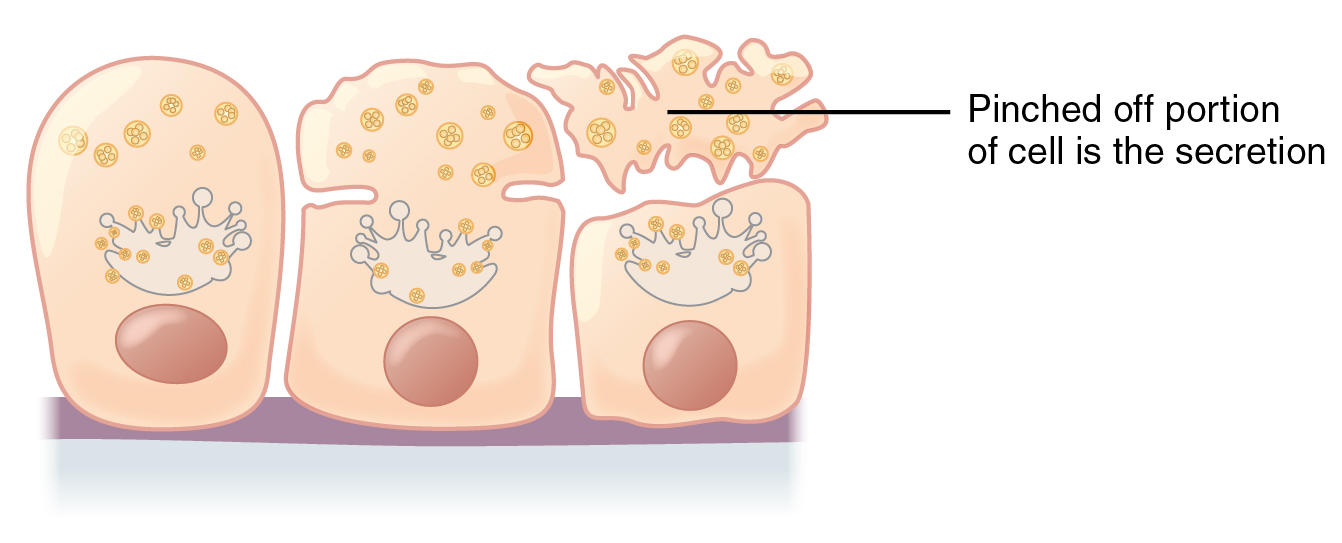
خلية الغدة المفترزة تفقد جزءاً من السيتوبلازم

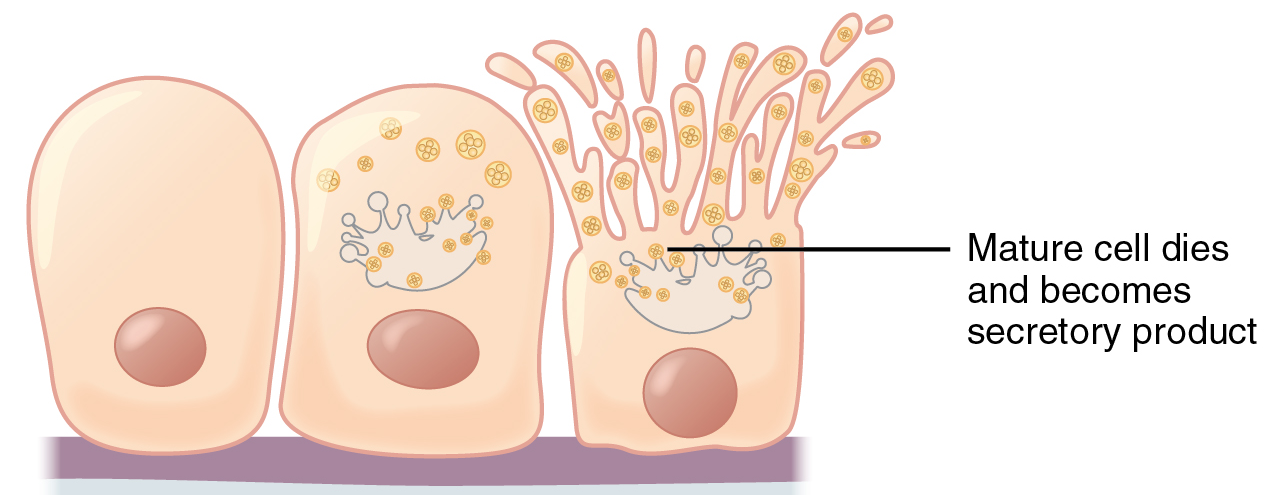
تفكك الخلية الغدية المنفرزة

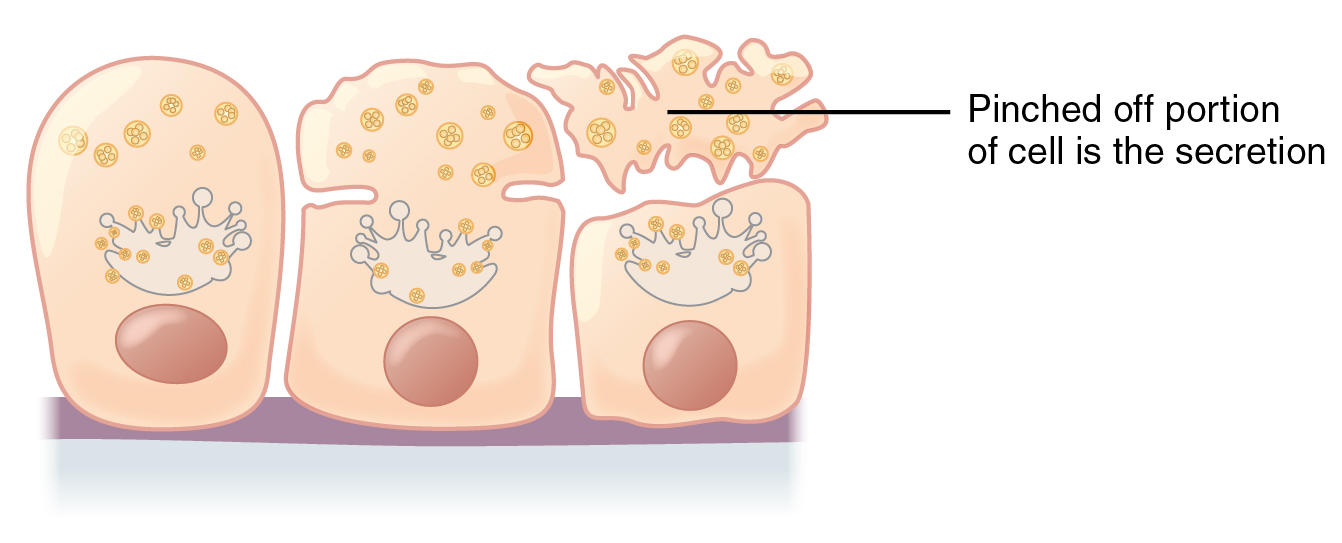
خلية الغدة المفترزة تفقد جزءاً من السيتوبلازم

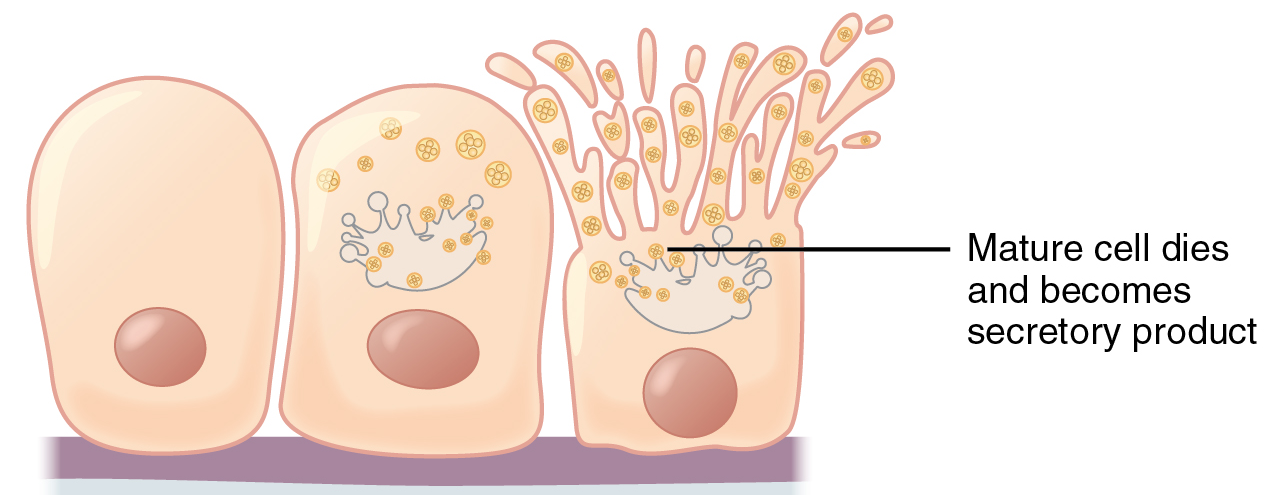
تفكك الخلية الغدية المنفرزة

- الغدد الفارزة -بالإنكليزية (Merocrine): حيث أنها تفرز مركباتها عبر الإخراج الخلوي. مثال عنها الغدد السنخية في البنكرياس.
- الغدد المفترزة -بالإنكليزية (Apocrine): تتجمع المفرزات ضمن حويصل متشكل من غشاء الخلية، والذي ينفصل لاحقاً عنها مع فقدان جزئ من سيتوبلازم الخلية. مثالها الغدد الثدية التي تفرز الحليب.
- الغدد المنفرزة -بالإنكليزية (Holocrine): تتفكك الخلية بالكامل مطلقة مفرزاتها إلى الوسط الخارجي. من أمثلتها الغدد الدهنية في البشرة.

### طبيعة المفرزات
- غدد مصلية مفرزاتها تحوي البروتينات التي غالبا ما تكون إنزيمات
- غدد مخاطية تفرز المخاط وهو مادة زلقة تحوي عديدات السكاريد و مواد أخرى
- غدد مختلطة تفرز المخاط و البروتين سوياً. من أمثلتها الغدد اللعابية
- غدد دهنية تفرز مادة دهنية أو زيتية تسمى الزُهُم. من أمثلتها غدد ميبوميوس في جفن العين وغدد الهالة في حلمة الثدي

## صور إضافية

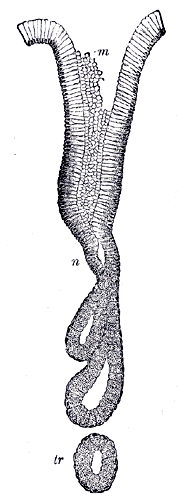
غدة أنبوبية
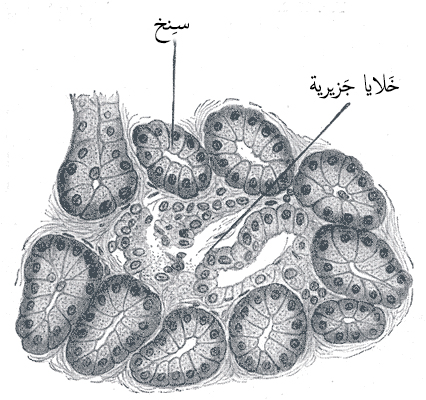
غدة سنخية
غدة دهنية
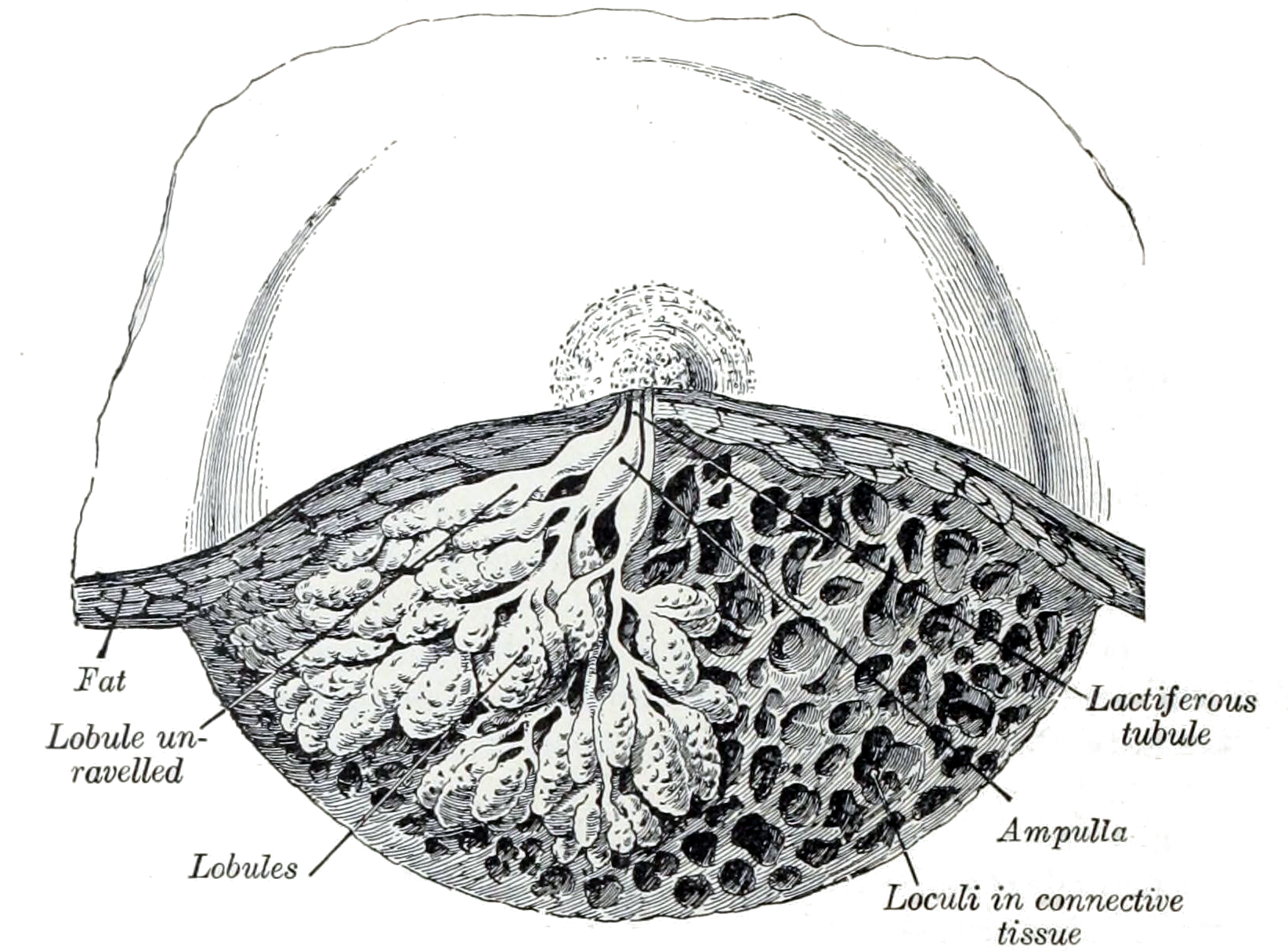
غدة ثدية
مقارنة بين الغدة خارجية الإفراز و الغدد الصماء

## التصنيف

### من حيث البنية
تمتلك الغدد خارجية الإفراز قسم غدي و آخر قنوّي، الإختلاف في بنية هذين القسمين تمكننا من تصنيف الغدد.

#### القسم القنوّي
- قد يكون هذا القسم متشعباً (مركباً) أو
- تكون القناة غير متشعبة (بسيطة)

#### القسم الغدي
- قد يكون هذا القسم أنبوبي أو سنخي.
- من الممكن أن يكون وسطيا بين الإثنين فتكون الغدة أنبوبية-سنخية.
- قد يكون القسم الغدي متشعباً أيضاً.

### من حيث طريقة الإفراز
حيث يمكن للغدد أن تكون:
- الغدد الفارزة -بالإنكليزية (Merocrine): حيث أنها تفرز مركباتها عبر الإخراج الخلوي. مثال عنها الغدد السنخية في البنكرياس.
- الغدد المفترزة -بالإنكليزية (Apocrine): تتجمع المفرزات ضمن حويصل متشكل من غشاء الخلية، والذي ينفصل لاحقاً عنها مع فقدان جزئ من سيتوبلازم الخلية. مثالها الغدد الثدية التي تفرز الحليب.
- الغدد المنفرزة -بالإنكليزية (Holocrine): تتفكك الخلية بالكامل مطلقة مفرزاتها إلى الوسط الخارجي. من أمثلتها الغدد الدهنية في البشرة.

### طبيعة المفرزات
- غدد مصلية مفرزاتها تحوي البروتينات التي غالبا ما تكون إنزيمات
- غدد مخاطية تفرز المخاط وهو مادة زلقة تحوي عديدات السكاريد و مواد أخرى
- غدد مختلطة تفرز المخاط و البروتين سوياً. من أمثلتها الغدد اللعابية
- غدد دهنية تفرز مادة دهنية أو زيتية تسمى الزُهُم. من أمثلتها غدد ميبوميوس في جفن العين وغدد الهالة في حلمة الثدي

## صور إضافية

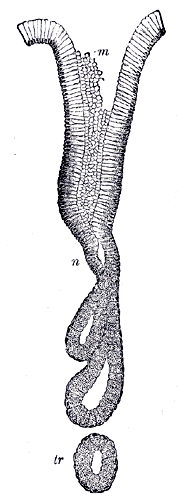
غدة أنبوبية
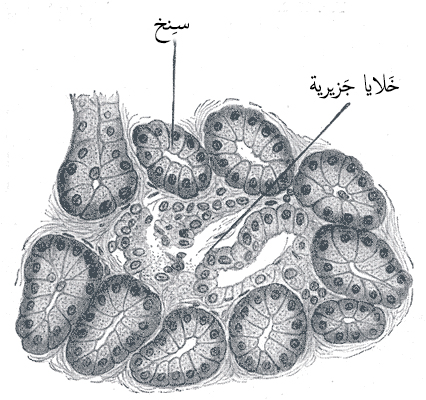
غدة سنخية
غدة دهنية
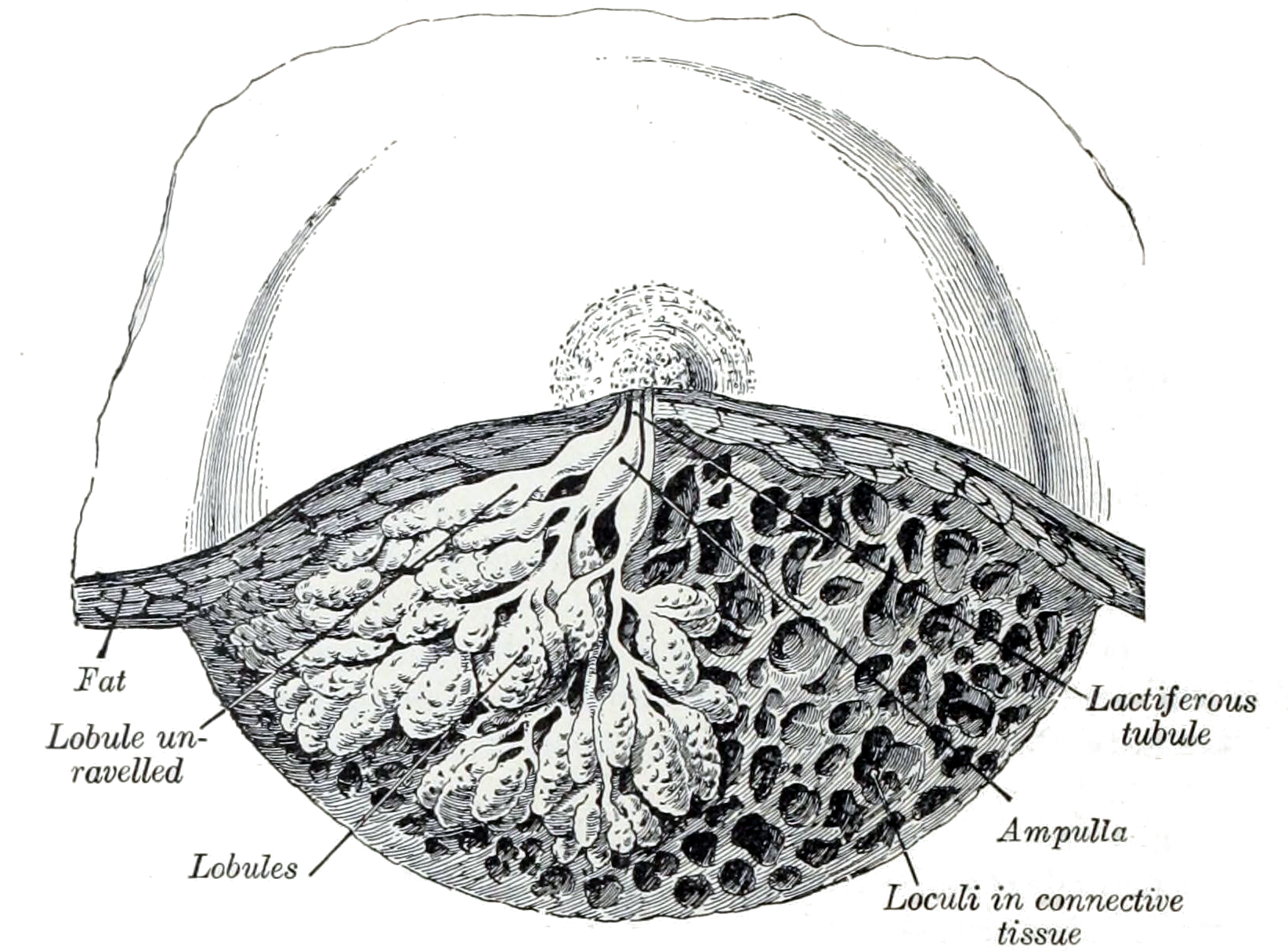
غدة ثدية
مقارنة بين الغدة خارجية الإفراز و الغدد الصماء